# Думан, Ахмет
Ахмет Думан (тур. Ahmet Duman; 20 мая 1999, Токат) — турецкий борец вольного стиля, серебряный призёр чемпионата мира 2024 года.

## Карьера
Ахмет Думан родился в Токате 20 мая 1999 года.
В 2020 году на турнире серии «Гран-при» в Варшаве, в весовой категории до 61 кг, одержал победу. В 2022 году на молодёжном чемпионате мира стал серебряным призёром, в финале уступив спортсмену из Индии Аману Сехравату.
В 2024 году, осенью, на чемпионате мира в неолимпийских весовых категориях, который состоялся в Тиране, в категории до 61 кг, завоевал серебряную медаль. В финальной схватке турок уступил спортсмену из Японии Масаноскэ Оно.

## Достижения
- Чемпионат мира по борьбе 2024 — .